# Swaziland aux Jeux olympiques d'été de 2016
Le Swaziland participe aux Jeux olympiques d'été de 2016 Rio de Janeiro au Brésil du 5 août au 21 août. Il s'agit de sa 9e participation à des Jeux d'été.
Le pays a qualifié 2 sportifs, les deux athlètes qui ont déjà participé aux Jeux olympiques de Londres en 2012 : Sibusiso Matsenjwa et Phumlile Ndzinisa en athlétisme.
La délégation est complétée par Adam Mthethw, vice-président du comité olympique, l'entraîneur Thoba Mazibuko et leur physiothérapeute Machawe Mamba.

## Athlétisme

### Hommes
| Athlète            | Épreuve | Séries  | Séries | Demi-finales | Demi-finales | Finale  | Finale  |
| Athlète            | Épreuve | Temps   | Rang   | Temps        | Rang         | Temps   | Rang    |
| ------------------ | ------- | ------- | ------ | ------------ | ------------ | ------- | ------- |
| Sibusiso Matsenjwa | 200 m   | 20 s 63 | 47e    | Éliminé      | Éliminé      | Éliminé | Éliminé |

### Femmes
| Athlète           | Épreuve | Tours préliminaires | Tours préliminaires | Séries   | Séries   | Demi-finales | Demi-finales | Finale   | Finale   |
| Athlète           | Épreuve | Temps               | Rang                | Temps    | Rang     | Temps        | Rang         | Temps    | Rang     |
| ----------------- | ------- | ------------------- | ------------------- | -------- | -------- | ------------ | ------------ | -------- | -------- |
| Phumlile Ndzinisa | 100 m   | 12 s 49             | 11e                 | Éliminée | Éliminée | Éliminée     | Éliminée     | Éliminée | Éliminée |